# Peter H. Silvester

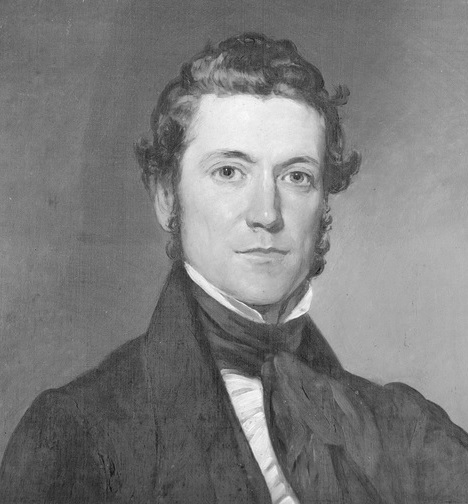
Peter H. Silvester

Peter Henry Silvester (* 17. Februar 1807 in Kinderhook, Columbia County, New York; † 29. November 1882 in Coxsackie, Greene County, New York) war ein US-amerikanischer Rechtsanwalt und Politiker (Whig Party). Er war der Enkel des US-Abgeordneten Peter Silvester.

## Werdegang
Peter Henry Silvester besuchte die Kinderhook Academy und graduierte 1827 am Union College in Schenectady (New York). Er studierte Jura, bekam 1830 seine Zulassung als Anwalt und fing dann in Coxsackie an zu praktizieren. Silvester wurde in den 30. US-Kongress gewählt und in den nachfolgenden 31. US-Kongress wiedergewählt. Er war im US-Repräsentantenhaus vom 4. März 1847 bis zum 3. März 1851 tätig. Danach zog er sich vom öffentlichen Leben zurück und lebte bis zu seinem Tod 1882 auf einer Farm in Coxsackie. Er wurde auf dem Kinderhook Cemetery in Kinderhook (New York) beigesetzt.